# Tofulini
Tofulini (en italien : Toffolini) est une localité de Croatie située en Istrie, dans la municipalité de Svetvinčenat, dans le comitat d'Istrie.